# تشيستر أ. كرون
تشيستر أ. كرون هو سياسي أمريكي، ولد في 16 أبريل 1915، وتوفي في 18 أكتوبر 1996. نشط حزبياً في Wisconsin Progressive Party ‏. وقد انتخب عضو جمعية ولاية ويسكونسن ‏.